# Sandwalkers
Sandwalkers est un jeu vidéo solo de rôle, développé et édité par Goblinz Studio, sorti le 8 avril 2025 sur Windows, Linux, MacOS, Nintendo Switch, PlayStation 5 et Xbox Series.
Le prologue est disponible depuis le 26 octobre 2022 sous le nom de Sandwalkers: The 14th caravan. 

## Trame
Tous les 10 ans, une tribu envoie des aventuriers dans le Phithi, une zone de chaos météorologique et presque impossible à vivre.
Leur mission est d'établir des relations diplomatiques et commerciales, conquérir les terres occupés par les monstres et pirates, et de planter un arbre cité qui deviendra un refuge pour les aventuriers.
Qu'ils échouent ou gagnent, les aventuriers devront envoyer les souvenirs qu'ils ont acquis à la capitale en utilisant des crystosphères.

## Système de jeu

### Déplacement
Le joueur contrôle une caravane qu'il déplace de cases en cases sur une carte hexagonale. Les cases non découvertes par le joueur sont grises ; un brouillard de guerre empêche la consultation de ces cases. Toutefois, si le joueur s'en approche ou s'il utilise des cases spéciales, elles sont révélées sur un rayon de trois cases.
Chaque déplacement consomme des ressources qui sont recharger en allant sur des cases vertes.
Parfois, des cases événement apparaissent. Un événement aléatoire se produit si le joueur s'y rend.

### Combats
Lorsque la caravane arrive sur une case rouge contenant un ennemi, si l'ennemi est agressif, le combat se lance instantanément. Si l'ennemi est neutre, un bouton combat apparaît permettant de le combattre.
Un combat se déroule au tour par tour.
Chaque personnage, qu'il soit allié ou ennemi a une vitesse, qui correspond à son tour de jeu. Elle peut être modifiée grâce à certaines attaques.
Tous les personnages ont quatre attaques. Elles peuvent infliger des malus à l'ennemi ou des bonus à un allié.

## Développement
En 2021, une démo est jouable au salon du studio au cours de la Gamescom,.
En 2022, le jeu est présenté au cours du Paris Games Week par l'intermédiaire de l'Espace Jeux Made in France, un évènement qui met en valeur la création vidéoludique de studios français.